# 霍季姆斯克區
霍季姆斯克區（羅馬化：Khotimskiy rayon）是白俄羅斯東部莫吉廖夫州的一個區，行政中心为霍季姆斯克，面積858.87平方公里，2009年人口13,057，人口密度每平方公里15.14人。